# 세속의 철학자들
《세속의 철학자들 : 위대한 경제사상가들의 생애, 시대와 아이디어(The Worldly Philosophers: The Lives, Times and Ideas of the Great Economic Thinkers)》는 1953년에 초판이 발행된 로버트 하일브로너의 책이다. 이 책은 7판을 거치는 동안 4백만 부 이상이 팔렸다. 이는 경제학 분야로는 폴 새뮤얼슨의 경제학 교과서 다음으로 많이 팔린 기록이기도 하다.

## 목차
1. 서론 : 흥미로운 모험과 위험한 탐구의 학문
2. 경제혁명 : 새로운 비전의 탄생
3. 애덤 스미스의 놀라운 세계
4. 맬서스와 리카도의 우울한 예감
5. 공상적 사회주의자들의 꿈
6. 카를 마르크스의 냉혹한 세계
7. 빅토리아 시대와 경제학의 지하세계
8. 베블런의 눈에 비친 야만사회
9. 케인스의 이단론
10. 슘페터의 모순
11. 세속철학의 끝?(The End of the Worldly Philosophy?)

## 출판 정보
- 제1판, 사이먼&슈스터(Simon & Schuster), 1953년 
  - 제4판, 하드커버, 1972년, ISBN 0-671-21325-3
  - 제5판, 페이퍼백, 1980년, 터치스톤(Touchstone), ISBN 0-671-25595-9
  - 제6판, 하드커버, 1992년 ISBN 0-671-63482-8
  - 제7판, 터치스톤, 1999년 ISBN 0-684-86214-X

### 한국어판
- 제7판 번역 : 장상환 옮김, 《세속의 철학자들》, 이마고, 2005년, ISBN 89-90429-44-7